# San Antonio Maspac
San Antonio Maspac är en ort i Mexiko.   Den ligger i kommunen Francisco León och delstaten Chiapas, i den sydöstra delen av landet, 700 km öster om huvudstaden Mexico City. San Antonio Maspac ligger 444 meter över havet och antalet invånare är 190.
Terrängen runt San Antonio Maspac är kuperad. Runt San Antonio Maspac är det ganska tätbefolkat, med 80 invånare per kvadratkilometer. Närmaste större samhälle är Tecpatán, 19,8 km söder om San Antonio Maspac. I omgivningarna runt San Antonio Maspac växer i huvudsak städsegrön lövskog.